# Franco Claudio Ferrari
Franco Claudio Ferrari (Alessandria, 7 aprile 1918 – Verona, 24 gennaio 1995) è stato un violinista italiano.

## Biografia
Precocissimo nell'arte della musica a 14 anni si era già diplomato al Conservatorio di Milano in violino pianoforte e composizione. 
A 13 anni esordì a Milano con il Concerto n.1 in re maggiore di Paganini sotto la direzione di Gino Marinuzzi.
Si perfezionò nell'arte del violino sotto la guida di Maxim Jacobsen il quale gli dedicò anche numerosi suoi lavori sull'analisi della tecnica violinistica.
Dopo il debutto milanese figurò tra i solisti del Teatro alla Scala, dell'Augusteo, del Maggio Musicale, Società del quartetto di Milano della R.A.I. di Torino Milano e Roma e di importanti orchestre europee: Parigi, Londra, Amburgo, Francoforte e in America: San Francisco, Portland, Boston, New York, Acapulco, Marlboro, Città del Messico, Lima, con direttori come Kleiber, Mitropoulos, Karayan, Berstein, Celibidache, Cherchen, Albert, Bellugi, Zubin Metha.
Nel 1949  è stato chiamato ad occupare  il posto di 1° violino solista dell'orchestra di Santa Cecilia in Roma.
Herbert von Karajan lo definì la miglior spalla al mondo insieme a Willi Boskovsky.
Nel 1956 invitato dal direttore d'orchestra e compositore Igor Markevitch si trasferì a Città del Messico quale 1° violino solista dell'Orchestra Sinfonica Nazionale ed insegnante di perfezionamento in quel conservatorio.
Nel 1972 fu chiamato dal Principe Ranieri ad occupare il posto di 1° violino solista dell'orchestra sinfonica di Montecarlo.
In duo con Giorgio Federico Ghedini, con il Trio di Roma (Ferrari - Baldovino -Silvestri) e come 1° violino del Quintetto Boccherini e del Quartetto dell'Accademia di Santa Cecilia tenne concerti per le più prestigiose associazioni concertistiche di tutta Europa.
Al suo rientro in Italia (1974) si dedicò all'insegnamento presso i Conservatori di Verona e Mantova.
Tra i suoi allievi italiani si distinguono Roberto Muttoni e Carlo Fabiano